# Station Rzezawa
Station Rzezawa is een spoorwegstation in de Poolse plaats Rzezawa.